# Bubble Witch Saga
Bubble Witch Saga (auch Bubble Witch genannt) ist ein Puzzle-Videospiel. Es ist online spielbar, als App erhältlich und als Facebook-Spiel entwickelt worden. Inzwischen liegen zwei Fortsetzungen mit dem gleichen Spielprinzip vor, Bubble Witch 2 Saga und Bubble Witch 3 Saga. Die App wurde von King Digital Entertainment entwickelt, einer Tochtergesellschaft von Activision.

## Spielprinzip
Das Spieler schlüpft in die Rolle dreier Hexen, die in einem Kessel einen Trank brauen, um damit böse Geister zu vertreiben. Der Kessel unten im Spielfeld verfügt über eine bestimmte Anzahl von Blasen, mit denen man weiter oben befindliche Blasen abschießen muss. Dazu muss man mit der entsprechenden Farbe mindestens auf zwei gleichfarbige treffen, um diese zum Platzen zu bringen. Für jeden erfolgreichen Schuss erhält der Spieler für das jeweilige Level Spinnen, die zum Punktegewinn beitragen. Bringt man mit einem Schuss keine Blasen zum Platzen, verliert man zwei der bereits gesammelten Spinnen wieder. Durch geschicktes Schießen kann der Spieler auch größere Blöcke lösen, die dann in eine Reihe von Gefäßen fallen und Punkte einbringen. Ziel in jedem Level ist es, die Decke freizulegen, wo sich Sterne befinden. Hat man zehn dieser Sterne aufgedeckt, war der Zauber erfolgreich und alle noch im Spielfeld befindlichen Blasen stürzen nach unten in die Kessel. Um das Level zu bestehen, muss jedoch jeweils eine bestimmte Mindestpunktzahl erreicht werden, ab der der Spieler einen Stern enthält. Von diesem kann man in einem Level maximal drei erreichen, schafft man keinen, ist das Level nicht bestanden. Für bestandene Level erhält man Goldstücke, mit denen man sich bestimmte Extras kaufen kann.
Die Level teilen sich dabei in verschiedene Landschaften auf, etwa Friedhof, Wald, Sumpf, Feldlandschaft oder Gebirge.